# Guaraná Antarctica
Guaraná Antarctica é um refrigerante gaseificado de guaraná, lançado em 18 de agosto de 1921, pela então Companhia Antarctica Paulista, com o nome de Guaraná Champagne Antarctica, passando a ser a primeira marca a comercializar este tipo de refrigerante. Com o sucesso e popularidade da bebida, a Coca-Cola acabou lançando uma marca também com sabor de guaraná.[carece de fontes?] Atualmente, a marca pertence à AmBev e encontra-se entre as quinze marcas de refrigerantes mais vendidas no mundo.

## História
Formas tradicionais:
Os povos indígenas da Amazônia utilizam o fruto do guaraná há séculos, tanto para fins medicinais quanto alimentícios ou em rituais. Os povos Sateré-Mawé, no Amazonas, conhecido como "povo do guaraná", onde está o município de Maués, preparavam o guaraná originalmente numa pasta amassada, moldado em forma de um bastão, após endurecido, ralava-se na língua óssea e porosa do peixe pirarucu, diluindo o pó em água. É uma bebida típica do Amazonas, consumido originalmente em forma de um suco ou vitamina com outras frutas; possui propriedades estimulantes, valorizado por combater a fadiga e aumentar a resistência.
Experimentos para bebidas gaseificadas:
Em 1905 foram realizadas as primeiras experiências com a fruto guaraná para verificar a possibilidade de utilizá-lo em alimentos, embora já utilizados pelos Indígenas. O médico Luiz Pereira Barreto, cria o método de processamento do guaraná Blat, resultando em um xarope. A pesquisa realizada acabou servindo como base para o surgimento do refrigerante com sabor de guaraná da Companhia Antarctica Paulista.
- Por meio de documentos, o crédito de misturar gás e xarope de guaraná deve ser dado ao português Oliveira Simões, que comercializava o guaraná gaseificado em 1915. Em 11 de dezembro de 1917 sua empresa, Oliveira Simões e Cia., de Belém do Pará, consegue carta patente n.9769 do Guaraná Efervescente, chancelada por Venceslau Brás. O método utilizado na produção, em essência, é o mesmo atualmente. [6]
- Em 1918 aparece no Rio de Janeiro o primeiro anúncio do Guaraná Champagne, fabricado pela Empresa de Produtos de Guaraná, situada na Rua da Quitanda, n.07. Havia três versões do produto: Carioca (doce), Assírio (seco) e Itamaraty (extrasseco).[3]
- A empresa não prosperou e foi adquirida pelos executivos da Antarctica por 80 mil contos de réis. Mantiveram o nome, Guaraná Champagne, planejaram a produção e o marketing, criando um rótulo que permaneceria praticamente o mesmo até 1980.

- Criado para a Antarctica, pelo químico industrial e professor de farmácia Pedro Baptista de Andrade e com laudo do Laboratório de Análises Químicas do Estado e aprovada pela Diretoria de Serviço Sanitário, o “Guaraná Champagne Antarctica” foi lançado em 18 de agosto de 1921. Podemos ver o lançamento na página do jornal Correio Paulistano[7]. Desde sua criação, a Companhia já comprava a fruta diretamente de fornecedores da região de Maués no estado do Amazonas, para produzir o extrato em sua unidade em São Paulo.
- Com o intuito de proteger os produtores amazonenses representados pelo "Consórcio do Guaraná", o Governo expediu o decreto n. 6425 de 14 de abril de 1944, que obrigava a todos os produtores da bebida que levasse o nome de guaraná a ter uma porcentagem de 0,5% da semente do fruto para cada 100 ml. Entretanto, isto representava uma concentração excessiva de cafeína, equivalente a dois comprimidos de cafiaspirina em uma dose de 330ml, além de um alto teor de tanino que turvaria a bebida. Através de representações junto ao governo federal conseguiu-se evitar que o decreto fosse executado.[8]

No final da década de 1940, com o sucesso do produto e o aumento do consumo, a Antarctica detectou a necessidade de estabelecer um escritório na região de Maués, para facilitar a comercialização do fruto.
- Mesmo com uma filial da companhia estabelecida no Amazonas, o extrato do guaraná, continuou a ser produzido em São Paulo até 1962, quando entrou em atividade uma Unidade Industrial para extração do fruto e a compra da Fazenda Santa Helena, ambas na cidade de Maués.
- O ano de 1971 marcou o início das atividades de plantio na Fazenda Santa Helena, permitindo o aprofundamento dos estudos sobre a cultura do guaranazeiro. Para garantir uma melhor qualidade e menores preços das sementes compradas de terceiros pela companhia, a mesma repassava a tecnologia e os conhecimentos desenvolvidos no local para os demais produtores.
- No ano de 1981 é lançado o Guaraná Champagne Antarctica em lata de folha-de-flandres.
- Em 1984, a marca lançou a garrafa de vidro de 290 ml que acabou virando símbolo da marca.
- Em 1988, Foi lançada a linha diet para os refrigerantes Antarctica. O guaraná passou a ser o primeiro refrigerante do Brasil a conseguir reduzir seu valor calórico e, ao mesmo tempo sem alterar significativamente o sabor original.
- No ano de 2000, é aprovada a criação da “Companhia de Bebidas das Américas” (AmBev), através da fusão entre as empresas Companhia Antarctica Paulista e Companhia Cervejaria Brahma. A antiga companhia da Brahma fabricava os refrigerantes com sabor Guaraná nas marcas Guaraná Brahma, Guaraná Brahma Light, Kas Guaraná, Kas Guaraná Acerola, Kas Guaraná Maracujá e Kas Guaraná Pêssego, enquanto a Antarctica produzia as marcas Guaraná Champagne Antarctica, Guaraná Champagne Antarctica Diet, Guará-Suco, Guaraná Baré, Guaraná Frizante Polar e Guaraná Polar Light, uma verdadeira sobreposição de marcas com produtos similares, isto é, todos com a matéria-prima guaraná, o que causava gastos expressivos em relação à publicidade para que cada uma das marcas de refrigerantes pudessem fixar seu espaço no mercado. Assim, houve a descontinuação da produção da grande maioria das marcas, restando somente o “Guaraná Champagne Antarctica”. O Baré, que teve sua produção interrompida anteriormente, voltou ao mercado nessa época, mas apenas na região do Amazonas.[9]
- Em 2002 a AmBev, faz uma reformulação do nome da marca que passa a se chamar “Guaraná Antarctica”, tornando-se o único refrigerante sabor guaraná da nova empresa. No mesmo ano, ele passa a ser o patrocinador oficial da Seleção Brasileira de Futebol na Copa do Mundo, realizada na Coreia do Sul e no Japão. Na época o Brasil conseguiu seu quinto campeonato em copas do mundo.[10]
- No ano de 2004, foi lançado o “Guaraná Antarctica ZON”, batizado de refrigerante energético por ter uma carga extra de extrato de guaraná e de cafeína. O produto foi descontinuado em 2006.
- No dia 5 de maio de 2006, uma edição comemorativa lançada especialmente para o período da Copa do Mundo da Alemanha chega ao mercado, chamada “Guaraná Antarctica Seleção”. O refrigerante de guaraná com um toque de frutas (morango, abacaxi e kiwi).[carece de fontes?]
- Em 2007 foram duas inovações, com o “Guaraná Antarctica Ice”, o primeiro refrigerante com "cooling" do mercado e o “Picolé Kibon Guaraná Antarctica”, em parceria com a empresa Unilever.
- Em 2008, foi lançada a maior embalagem para um refrigerante no mercado brasileiro, uma garrafa Pet de 3,3 litros, além do Guarah, a água saborizada com suave sabor de guaraná.[11]
- Em 2010, foi lançado o Guaraná Antarctica Açaí, feito com extrato de guaraná e de açaí. Essa variante contem mais cafeína que o Guaraná Antarctica comum.[12]
- Em 2015, foi lançado o Guaraná Antarctica Black, com sabor de frutas amazônicas.
- Em 2020, é lançado o Guaraná Antarctica Natu, com sabor de frutas naturais.[13]

## Variantes da marca
O refrigerante Guaraná Antarctica é comercializado em embalagens PET de 237 ml, 600 ml, 1 litro, 1,5 litros, 2 litros, 2,5 litros e 3,3 litros; garrafa de vidro de 290 ml e de 1 litro, e lata de 350 ml.  Da mesma forma, a linha de produtos da marca possui as seguintes variações:
- Caçulinha (lançado em 1949)
- Diet (lançado em 1989)
- Zero (lançado em  2007)
- Zon (lançado em 2004 – descontinuado em 2006)
- Seleção (lançado e descontinuado em 2006)
- Ice (lançado em 2007)
- Picolé Guaraná Antarctica da Kibon (lançado em dezembro de 2007 – descontinuado em 2008)
- Guarah (lançado em 2008)
- Açaí (lançado em abril de 2010)
- Black(2015)
- Natu(2020)

A degustação do Guaraná Antarctica para o paladar do Amazonense - pelo qual o guaraná é originário, é considerado "fino", de pouco xarope da fruta. Sendo outros guaranás regionais os preferidos do povo do Amazonas, como o Guaraná Baré. 

## Fazenda Santa Helena
Inicialmente, a Companhia Antarctica Paulista comprava o fruto de guaraná diretamente de fornecedores da região Amazônica para produzir o Guaraná Champagne Antarctica. Os frutos eram então transportados para a cidade de São Paulo para a confecção do extrato de guaraná que, posteriormente, era distribuído às engarrafadoras. Em 1962, a empresa decidiu instalar uma fábrica na região de Maués, que realizava a extração do fruto.
A Fazenda Santa Helena, atualmente é considerada como o maior laboratório de estudos e, também pioneiro na pesquisa da cultura do guaranazeiro. Está localizada em uma área de 1.070 hectares no município Maués, interior do Amazonas, destes, 50% são destinados para pesquisas do guaraná e a outra metade da área é constituída de reserva legal.
O município de Maués produz cerca de 200 toneladas do fruto e boa parte é utilizada pelo Guaraná Antarctica. Atualmente, o seu centro de estudos para o melhoramento genético do produto conta com a maior variabilidade de plantas de guaraná em um único local. Antes da sua fundação, em 1971, o cultivo da planta era exclusivamente realizada de forma extrativista, por agricultores da região.
As primeiras mudas do fruto foram plantadas em parreiras, semelhantes às do cultivo da uva, com armações de madeira e arames, este procedimento baseou-se primeiramente na observação da planta no seu meio natural onde, na mata fechada, ela cresce como um cipó. Posteriormente, foi verificado que o guaranazeiro (árvore do guaraná) apresentava este comportamento devido à sua necessidade de luz solar. A experiência demonstrou que, em ambiente aberto, o crescimento da planta acontece naturalmente, sem necessidade de agarrarem-se como as videiras.

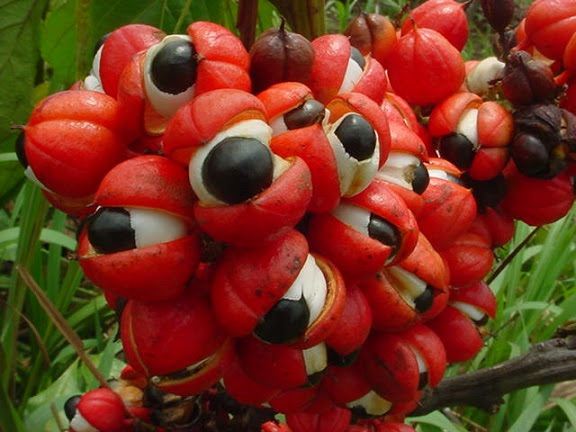
Da semente do fruto guaraná, parte preta) do guaranazeiro, origina-se o refrigerante Guaraná.

Na fazenda, até hoje acontecem pesquisas que estudam o solo, as formas para o combate das pragas que afetam a cultura do guaraná, e o plantio de culturas paralelas, entre outros temas. Foi também no local que se desenvolveu toda uma consciência sobre a importância do ecossistema original para a reprodução e preservação do fruto. É por essa razão que os 430 hectares de área cultivada da Fazenda Santa Helena estão distribuídos em 34 quadras dentro da mata nativa, promovendo o equilíbrio ecológico.

## Campanhas publicitárias

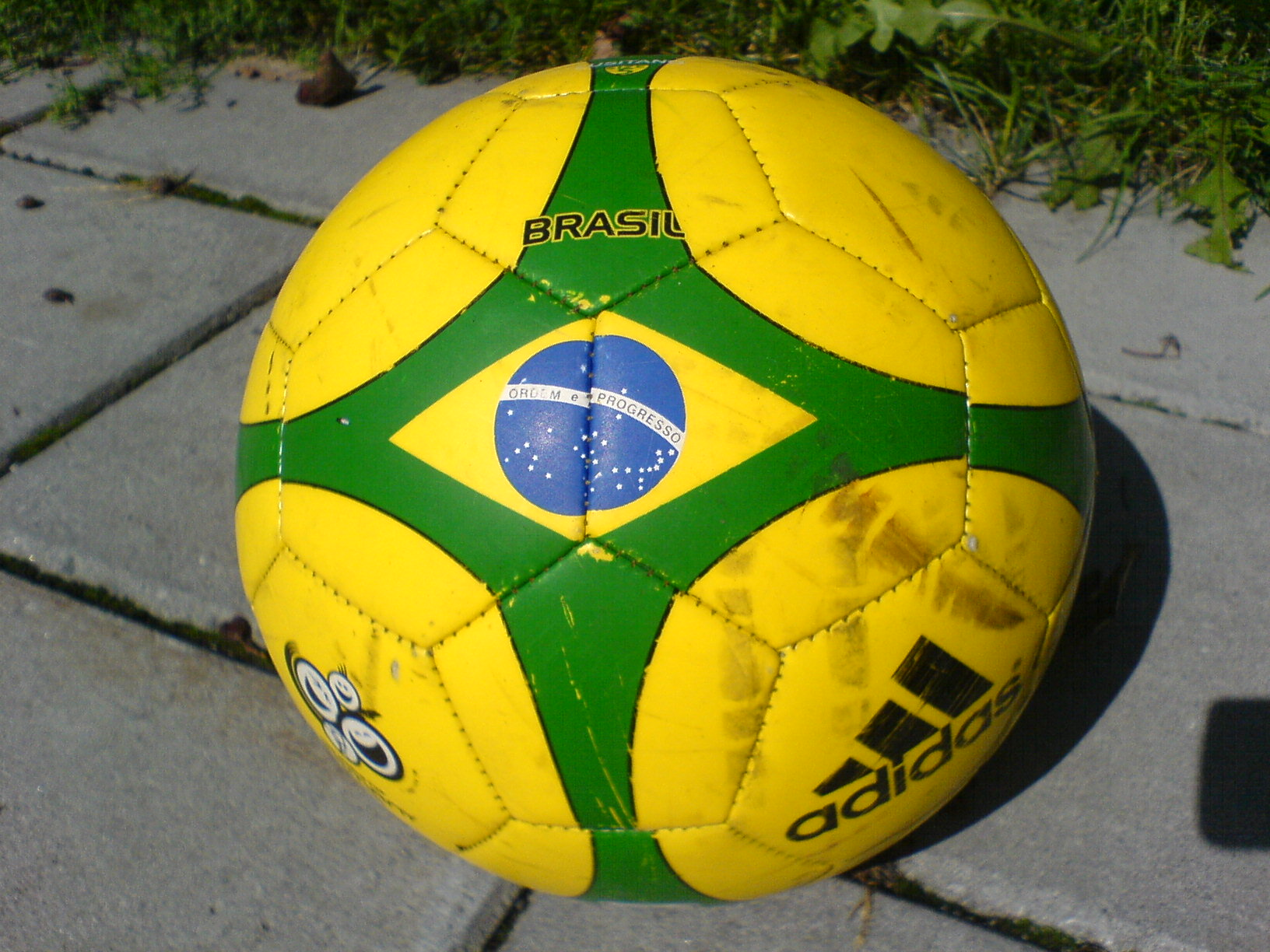
No ano de 2001, a AmBev assinou um contrato com a Confederação Brasileira de Futebol (CBF), tornando o “Guaraná Antarctica” o patrocinador oficial da Seleção de Futebol do Brasil por 18 anos.

- O jogador de futebol Ronaldo há muitos anos trabalha com a marca. Seu contrato foi assinado em setembro de 1994, ainda no início de sua carreira. Entre as diversas campanhas protagonizadas, na propaganda vinculada em 2002, o jogador está em um salão de cabeleireiro, discutindo o corte de cabelo com personagem Cascão da Turma da Mônica, uma referência ao slogan “Novo visual, sabor original”, marcando o novo nome do Guaraná Champagne Antarctica, agora Guaraná Antarctica.[17]
- Em 2001, a Ambev assinou um contrato com a Confederação Brasileira de Futebol (CBF), garantindo ao Guaraná Antártica o status de patrocinador oficial da seleção brasileira de futebol masculino e feminino, pelo período de 18 anos.[18]
- Durante dois anos, em 2004 e 2005, houve a Copa Guaraná Antarctica, um campeonato de futebol entre escolas promovido pela marca com o intuito de proporcionar a oportunidade dos estudantes em vivenciar o sonho de se tornar um jogador profissional de futebol, nesse campeonato foram revelados jogadores como William, convocado para Copa de 2014 e atacante do Chelsea.[19]
- Em 2006, uma propaganda mostrava o craque argentino Maradona vestido com o uniforme da seleção brasileira, e cantando o hino, acordando deste pesadelo e comentando  “Me parece que tomé mucho guaraná”.[20] A propaganda foi dirigida por Duda Mendonça.[20]
- Em 2007, 2008 e 2009, o Guaraná Antarctica promove o GAS Festival (Guaraná Antarctica Street Festival), com shows de bandas conhecidas e emergentes e apresentações de grandes nomes dos esportes radicais.
- Em 2008 foi lançado o programa de TV GAS Sound, transmitido pela RedeTV!, o maior concurso de bandas do Brasil. Neste mesmo ano, a cantora Claudia Leitte, assinou um contrato de três anos com o Guaraná Antarctica, tornando-se garota-propaganda da marca até 2011.
- Em 2009, o Guaraná Antarctica promove o GAS Snow (Guaraná Antarctica Snowboard), com uma mega-pista de snowboard na praia de Botafogo no Rio de Janeiro.
- Em 2010 foi lançado o programa de TV Busão do Brasil, transmitido pela Bandeirantes, com patrocínio master da marca.

### Na Internet
Nos últimos anos, o Guaraná Antarctica utilizou diversas ferramentas e estratégias da internet para desenvolver a publicidade de sua marca. Entre elas, sites de relacionamentos, jogos no formato “Alternate reality game” (ARGs) e, até mesmo, um canal no Youtube, chamado “Coisa Nossa”, que conta com a participação de conhecidos influenciadores da internet como os youtubers "Matheus Canella", "Lucas Inutilismo", "Igor Guimarães", "Luba TV", "Maicon Küster", "Abelha", "Poladoful", "Doarda", "Laura Seraphim" e "Felca" dentre outros participantes.

#### Zona incerta
No ano de 2007, a AmBev, em conjunto com a Editora Abril, convidaram os internautas a desvendarem um mistério, através de “alternate reality game” (ARGs).
A trama começava com o desaparecimento de Miro Bittencourt, irmão de Gastão Bittencourt. Desta forma, os internautas precisariam ajudar Gastão a esclarecer as circunstâncias do desaparecimento de seu irmão, que era funcionário da Antarctica e possuidor de informações e documentos sobre a fórmula secreta do Guaraná Antarctica. Pistas foram espalhadas em diversos blogs e sites fictícios criados justamente para este fim, inclusive houve a criação de um site bem estruturado para uma empresa estrangeira, também fictícia, chamada Arkhos Biotech que, na trama, era a principal suspeita. .

#### Os Guardiões – a série
No dia 28 de agosto de 2009 o Guaraná Antarctica lançou a web-série “Os Guardiões”, que mostrava um pouco da história da “Fórmula Secreta” do refrigerante. O seriado foi desenvolvido em onze episódios de dois minutos em média cada um, protagonizada pelos personagens Gabriel, Ana e Weceslau. A campanha movimentou as redes sociais como Orkut, Twitter, Facebook e MySpace, com interação direta dos internautas na construção da história e na ajuda aos personagens que trocavam mensagens inclusive pelo Messenger (MSN) com o público. A trama se baseava na proteção da fórmula secreta e na história do guaraná. A web-série contou também com a participação especial da cantora Cláudia Leitte no sexto episódio e, do Jogador de futebol Ronaldo no episódio final da série.

### Slogans

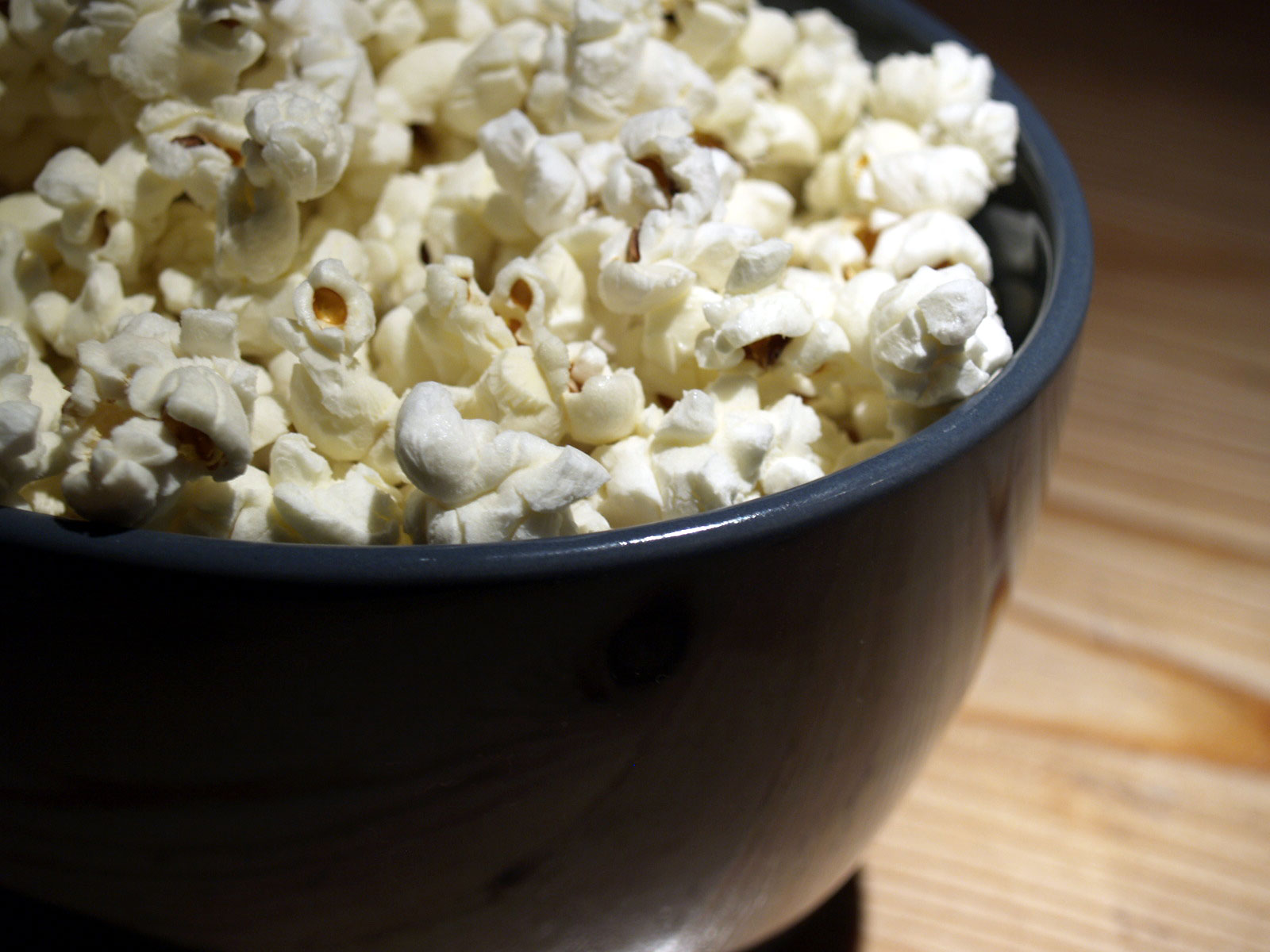
Em 1991 foi lançado o informe publicitário “Pipoca com Guaraná”, que acabou se tornando um clássico da propaganda brasileira.

- 1970 – A senha contra o Boko Moko [nota 3][27]
- 1972 – Viva mais com Guaraná Antarctica.
- 1974 – Seja você mesmo, beba Guaraná Antarctica.
- 1977 – Todo mundo tem sede de natureza.
- 1979 – Guaraná Antarctica. Meu Brasil brasileiro.
- 1980 – Guaraná Antarctica, o brasileirinho.
- 1981 – Guaraná Antarctica, eu gosto de você!
- 1985 – Guaraná Antarctica, o pique total!
- 1988 – Todo mundo um dia vira um guaraná.
- 1991 – Este é o sabor (comercial pipoca e pizza com guaraná).
- 1992 – Este é o sabor (comercial sanduba com guaraná).
- 1995 – O único que conseguiu imitar o sabor do Guaraná Antarctica (Guaraná Champagne Antarctica Diet).
- 1996 – Uh! Uh! Uh! Guaraná! Antarctica!
- 1999 – Tudo pede Guaraná Antarctica.
- 2002 – Seja o que for, seja original.
- 2003 – A pedida natural.
- 2005 – Zon é energia no seu guaraná. (Zon)
- 2005 – Guaraná Antarctica e você. Ninguém Faz Igual.
- 2007 – É o que é.
- 2007 – Gela a goela (Guaraná Antarctica Ice).
- 2007 – Zero de açúcar, tudo de sabor (Guaraná Antarctica Zero).
- 2009 – Energia que contagia.
- 2010 – Quem duvida paga mico. (Guaraná Antarctica Zero)
- 2010 – Dupla energia com sabor natural. (Guaraná Antarctica Açaí)
- 2011 - Energia que contagia!
- 2014 - Todo Mundo Quer! Só a gente tem!
- 2015 - #SeJogaNoEscuro (Guaraná Antarctica Black)
- 2015 - Boralá.
- 2016 - De Maués para Suas Mãos.
- 2019 - É coisa nossa!
- 2019 - Como Refresca!

## Guaraná Antarctica no mundo
No ano de 1996 foram lançadas as primeiras franquias de engarrafadores fora do Brasil para a distribuição do Guaraná Champagne em Portugal, no Japão e na China. Em 1999, o Guaraná Antarctica realizou uma parceria com a PepsiCo, passando a exportar o extrato de guaraná da Amazônia para a produção e distribuição nas unidades mundiais da Pepsi-Cola. Atualmente, a marca encontra-se em crescente processo de internacionalização, graças às fusões entre a AmBev e Interbrew e posteriormente entre InBev e Anheuser-Busch. Além de ser fabricado no Brasil, Portugal e Japão, o Guaraná Antarctica está presente na Argentina e em alguns países do continente europeu e Ásia, no qual, possuem o produto para venda, em ampla ou estreita distribuição. Nos EUA é possível encontrar o Guaraná Antártica para venda on line em grandes redes de distribuição de produtos tais como a Amazon ou Walmart, bem como é possível encontrá-lo em prateleiras de produtos latinos (geralmente próximos de produtos mexicanos) em algumas redes de supermercados.